# Vela als Jocs Olímpics d'estiu de 1968
Als Jocs Olímpics d'Estiu de 1968 celebrats a Ciutat de Mèxic (Mèxic) es disputaren cinc proves de vela. La competició se celebrà entre els dies 14 i 21 d'octubre de 1968 a la costa d'Acapulco.
Hi participaren un total de 249 regatistes de 41 comitès nacionals diferents.

## Resum de medalles
| Prova                          | Or                                                                        | Argent                                                         | Bronze                                                           |
| 5.5 metres Detalls             | Suècia · Wasa IVUlf Sundelin · Peter Sundelin · Jörgen Sundelin           | Suïssa · ToucanLouis Noverraz · Marcel Stern · Bernhard Dunand | Regne Unit · YeomanRobin Aisher · Adrian Jardine · Paul Anderson |
| Dragon Detalls                 | Estats Units · CadenzaGeorge Friedrichs · Barton Jahncke · Gerald Schreck | Dinamarca · ChockAage Birch · Poul Jensen · Niels Markussen    | RDA · MutafoPaul Borowski · Karl-Heinz Thun · Konrad Weichert    |
| Classe Flying Dutchman Detalls | Regne Unit · SuperdociusRodney Pattisson · Iain MacDonald-Smith           | RFA · LedaUllrich Libor · Peter Naumann                        | Brasil · MackReinaldo Conrad · Burkhard Cordes                   |
| Classe Finn Detalls            | Valentyn Mankin                                                           | Hubert Raudaschl                                               | Fabio Albarelli                                                  |
| Classe Star Detalls            | Estats Units · North StarLowell North · Peter Barrett                     | Noruega · SirenePeder Lunde · Per Wiken                        | Itàlia · RomanceFranco Cavallo · Camillo Gargano                 |

## Medaller
| Posició | País           | Or | Argent | Bronze | Total |
| 1       | Estats Units   | 2  | 0      | 0      | 2     |
| 2       | Regne Unit     | 1  | 0      | 1      | 2     |
| 3       | Suècia         | 1  | 0      | 0      | 1     |
| 3       | Unió Soviètica | 1  | 0      | 0      | 1     |
| 5       | Àustria        | 0  | 1      | 0      | 1     |
| 5       | Dinamarca      | 0  | 1      | 0      | 1     |
| 5       | Noruega        | 0  | 1      | 0      | 1     |
| 5       | RFA            | 0  | 1      | 0      | 1     |
| 5       | Suïssa         | 0  | 1      | 0      | 1     |
| 10      | Itàlia         | 0  | 0      | 2      | 2     |
| 11      | Brasil         | 0  | 0      | 1      | 1     |
| 11      | RDA            | 0  | 0      | 1      | 1     |